# Internationaler Tag für Toleranz
Der Internationale Tag für Toleranz (englisch International Day for Tolerance, französisch Journée internationale de la tolérance) ist ein weltweiter Aktions- und Gedenktag, der 1995 von der UNESCO ausgerufen wurde. Er wird jährlich am 16. November begangen. Mit diesem Tag will die UNESCO zur Verbreitung der Toleranz als Grundlage des friedlichen Zusammenlebens beitragen und das Bewusstsein für die Gefahren der Intoleranz schärfen.

## Geschichte
Die Vereinten Nationen hatten 1995 als Internationales Jahr der Toleranz ausgerufen. Am 16. November dieses Jahres verabschiedete die Generalkonferenz der UNESCO in Paris eine Grundsatzerklärung zur Toleranz. Diese Erklärung enthielt Aussagen über die Bedeutung des Begriffs „Toleranz“ sowie Aufgaben für Staaten, Gesellschaft und Bildung, die sich daraus ergeben. Artikel 6 des Dokuments erklärte den 16. November zum jährlichen Internationalen Tag für Toleranz.
Die Generalversammlung der Vereinten Nationen bestätigte diese Erklärung 1996 mit der Resolution 51/95 und bat die Mitgliedstaaten, „den Internationalen Tag der Toleranz jährlich am 16. November mit geeigneten Aktivitäten zu begehen, die sich sowohl an Bildungseinrichtungen als auch an die breite Öffentlichkeit richten“. Gleichzeitig betonte sie, „dass Toleranz das Fundament einer jeden Bürgergesellschaft und des Friedens“ sei.

## Bedeutung des Begriffs „Toleranz“
Die Grundsatzerklärung der UNESCO definiert den Begriff „Toleranz“ folgendermaßen:

“Tolerance is respect, acceptance and apprecication of the rich diversity of our world’s cultures, our forms of expression and ways of being human.”

„Toleranz ist die Achtung, Akzeptanz und Wertschätzung der reichen Vielfalt der Kulturen unserer Welt, unserer Ausdrucksformen und unserer Art, Mensch zu sein.“

Toleranz bedeutet demnach „Harmonie in der Verschiedenheit“ in moralischer, politischer und rechtlicher Hinsicht. Sie sei notwendig für den Frieden und den wirtschaftlichen und sozialen Fortschritt. Sowohl Einzelpersonen als auch Gruppen und Staaten müssten Toleranz üben. Dabei gehe es nicht um Nachsicht, sondern um ein aktives Eintreten für Menschenrechte, Pluralismus, Demokratie und Rechtsstaatlichkeit.
Auf staatlicher Ebene fordert die Grundsatzerklärung unter anderem eine gerechte und unparteiische Gesetzgebung und Rechtsprechung. Jeder Mensch habe das Recht auf wirtschaftliche, soziale und politische Teilhabe. Die Erklärung warnt vor der Gefahr, dass Ausgrenzung und Marginalisierung zu Frustration, Feindseligkeit und Fanatismus führen könnten.
In sozialer Hinsicht sei Toleranz heute wichtiger als je zuvor, heißt es in der UNESCO-Erklärung. Sie begründet das mit unter anderem mit der globalisierten Wirtschaft, den großen Wanderungsbewegungen und den Veränderungen sozialer Muster. Da jeder Teil der Welt von Vielfalt geprägt sei, stellten Intoleranz und Unfriede eine globale Bedrohung dar. Um ihr entgegenzuwirken, sei es wichtig, eine Haltung der Offenheit, des gegenseitigen Zuhörens und der Solidarität herauszubilden. Dies solle in Bildungseinrichtungen, Familien und am Arbeitsplatz geschehen. Auch die Kommunikationsmedien könnten einen konstruktiven Beitrag zu einer offenen Diskussion leisten und die Werte der Toleranz verbreiten.
Die Bildung ist ein weiterer Schwerpunkt der Grundsatzerklärung zur Toleranz. Nach Ansicht der UNESCO ist Bildung das wirksamste Mittel, um Toleranz zu fördern. Sie solle jungen Menschen helfen, die Fähigkeit zu unabhängigem Urteil, kritischem Denken und ethischer Argumentation zu entwickeln. Bildungsprogramme sollten dazu beitragen, Verständnis, Solidarität und Toleranz zu entwickeln. Die Lehrinhalte sollten sich aber auch mit den kulturellen, sozialen, wirtschaftlichen, politischen und religiösen Ursachen auseinandersetzen, die zu Ausgrenzung und Gewalt führen können.
In der Erklärung vom 16. November 1995 verpflichteten sich die unterzeichnenden Staaten, Toleranz und Gewaltfreiheit zu fördern. Dies sollte durch Programme und Einrichtungen in Bildung, Wissenschaft, Kultur und Kommunikation geschehen. Ein besonderes Augenmerk galt der Bildung, insbesondere der Lehrerausbildung, der Lehrpläne und den Unterrichtsmaterialien. Das Ziel sei, „fürsorgliche und verantwortungsbewusste Bürger heranzubilden, die anderen Kulturen gegenüber aufgeschlossen sind, den Wert der Freiheit zu schätzen wissen, die Menschenwürde und Unterschiede achten und in der Lage sind, Konflikte zu vermeiden oder sie mit gewaltfreien Mitteln zu lösen“.

## Ziele
Mit dem internationalen Tag für Toleranz verfolgt die UNESCO zwei Ziele: Sie will die Öffentlichkeit für die Gefahren der Intoleranz sensibilisieren und zu einem verstärkten Engagement für Toleranz aufrufen.

## Begleitende Aktionen
Alle zwei Jahre verleiht die UNESCO am 16. November den Madanjeet-Singh-Preis zur Förderung von Toleranz und Gewaltlosigkeit.